# Friedrich Gelbcke
Carl Friedrich Gelbcke (* 1. März 1842 in Sankt Petersburg; † 2. April 1922 in Lippstadt) war ein deutsch-russischer Lehrer.

## Biografie
Gelbcke war der Sohn des aus Deutschland stammenden Pädagogen und Schriftstellers Ferdinand Adolf Gelbcke. Er erhielt seine Schulausbildung an der deutschen St.-Annen-Schule in Sankt Petersburg sowie am Gymnasium in Wittenberg und kam 1860 zum Studium der Philologie an die Georg-August-Universität Göttingen, wo er Mitglied des Corps Hannovera wurde. Nach dem Studium promovierte er mit seiner Dissertation Quaestiones Valerianae (1865) an der Universität Berlin zum Dr. phil. und arbeitete anschließend zuerst als Erzieher an dem damals bedeutenden Internat Hofwil in der Nähe von Bern.
Nach Sankt Petersburg zurückgekehrt wurde er Lehrer an der Deutschen St.-Annen-Schule, von der er an das 3. russische Gymnasium der Stadt wechselte. Er wurde 1897 Schulrat und Vorsitzender der Prüfungskommission im Petersburger Lehrerbezirk. Spätere Aufgaben und Stationen Gelbckes waren die Stelle des Direktors am Lyzeum Nischyn im damals russischen Gouvernement Tschernihiw und die Position des Generalschuldirektors des Finnländischen Lehrerwesens.
Gelbcke übersetzte und bearbeitete Friedrich Lübkers Reallexikon für das Klassische Altertum für den Gebrauch in Russland. Er war zuletzt Russischer Wirklich Geheimer Staatsrat mit dem Titel Exzellenz. Gelbcke gründete als Alter Herr seines Corps den Alte-Herren-Senioren-Convent in Sankt Petersburg. Er war kinderlos verheiratet mit Hilda Brehme aus Schernberg (Sondershausen) und verlebte seinen Ruhestand in Lippstadt.

## Ehrungen
- Russischer Orden der Heiligen Anna I. Klasse (1901)